# Gonzalo Ritacco
Gonzalo Ritacco (Pilar, Argentina; 21 de mayo de 1993) es un futbolista argentino. Juega como mediocentro y su equipo actual es Deportivo Pasto de la Categoría Primera A de Colombia.

## Trayectoria
Inició su carrera en el Club Atlético Defensores de Belgrano en 2011, debutando profesionalmente con destacada actuación contra el Club Atlético River Plate, el 7 de diciembre de 2010 por Copa Argentina, compartiendo cancha con el mundialista argentino Ariel Ortega, comenzó con este último en los divisiones formativas, demostrando su talento  en varios torneos juveniles y posteriormente debutando en el profesionalismo con 17 años siendo una gran promesa del club. También fue parte del primer equipo en algunos encuentros de la Primera B Metropolitana con Defensores de Belgrano.
El 2014 vio a Ritacco unirse al equipo de la Primera C, Argentino de Merlo, con el equipo rayado disputó un total de 15 partidos en todo el torneo.
Su mejor temporada en el fútbol de su país lo consiguió con Defensores Unidos de la Primera C, llegó al equipo celeste en 2016, el primer año llegó a la fase final marcando un gol importante en la final aunque el equipo quedaría en la puerta del ascenso, al año siguiente logró el título de campeón de la campaña 2017-18, siendo clave para el equipo celeste así llegaba su primer título profesional en su carrera. En total llegó a disputar 58 partidos y marcó 10 goles.
En 2018, llega su primera experiencia internacional, Ritacco firmó con Orense Sporting Club de Machala en Ecuador. En dicha temporada jugó en total 19 partidos y 6 goles , siendo pieza clave en algunos encuentros. El primer gol que marcó con la camiseta del equipo bananero fue ante Fuerza Amarilla en el duelo machaleño en la fecha 26 de la Serie B 2018 el 11 de agosto, marcó el segundo gol a los 65 minutos en la victoria 3–0 de Orense. luego en la fecha 40 marcaría ante el Manta Fútbol Club, dicha anotación fue denominada como mejor gol de la temporada Serie B 2018 de  Ecuador.
En la temporada 2019 la primera parte del año fue fichado por Rampla Juniors Fútbol Club de la Primera División de Uruguay, donde tuvo poca participación. 
En la segunda mitad retornó a Ecuador, al Manta Fútbol Club, de poco se ganó un lugar en el equipo titular y fue pieza clave para clasificar a la fase final del torneo de la Serie B 2019, donde jugó 36 partidos marcó 8 goles y 15 asistencias, le anotó a Liga de Loja, Clan Juvenil y Gualaceo Sporting Club. entre otros equipos, además se llevó la distinción como el máximo asistidor de la Serie B 2019. También participó en algunos partidos de la Copa Ecuador 2018-19.
Para 2020 es contratado por el equipo de Serie A de Ecuador, Guayaquil City. Sin embargo en mayo de 2020 fue anunciado como refuerzo del 9 de Octubre Fútbol Club de la Serie B de Ecuador, al final de la temporada se coronó campeón con el equipo octubrino, siendo este su primer título internacional. En 2021 fue fichado por el Rodos FC de la Segunda Superliga de Grecia. Marcó uno de los mejores goles del campeonato en el derbi de la ciudad contra Ialysos, además fue una de las piezas importantes del equipo para obtener el ascenso en junio de 2021.
En agosto de 2021 llegó al Delfín Sporting Club de la Serie A de Ecuador. En 2022 se mudó al fútbol asiático, en la primera mitad del año jugó en el Qizilqum de Uzbekistán, en agosto fichó por el Istiklol de Tayikistán, con el club logró el título de la Liga de Fútbol de Tayikistán y la Copa de Tayikistán.
En 2023 jugará en Sudamérica de nuevo, fue anunciado como refuerzo de Deportivo Táchira de la Primera División de Venezuela.
Luego de su gran paso por Tachira, donde salió campeón y el mejor jugador del fútbol venezolano. El 8 de diciembre del 2023 se oficializa como nuevo refuerzo del Club Cienciano de Perú. Jugó 30 partidos y anotó un gol. Compartió el mediocampo con Christian Cueva.

## Estadísticas

### Clubes
- Actualizado el 7 de agosto de 2025.[21][22]

| Defensores de Belgrano Argentina | 3.ª           | 2011-12       | 5   | 0  | 1  | 0  | -- | -- | 6   | 0  | 0.0  |
| Defensores de Belgrano Argentina | 3.ª           | 2012-13       | 7   | 0  | -- | -- | -- | -- | 7   | 0  | 0.0  |
| Defensores de Belgrano Argentina | 3.ª           | 2013-14       | 8   | 0  | 1  | 0  | -- | -- | 9   | 0  | 0.0  |
| Defensores de Belgrano Argentina | Total club    | Total club    | 20  | 0  | 2  | 0  | -- | -- | 22  | 0  | 0.0  |
| Argentino de Merlo Argentina | 4.ª           | 2014          | 15  | 0  | -- | -- | -- | -- | 15  | 0  | 0.0  |
| Argentino de Merlo Argentina | Total club    | Total club    | 15  | 0  | -- | -- | -- | -- | 15  | 0  | 0.0  |
| Defensores Unidos Argentina | 4.ª           | 2016-17       | 28  | 4  | -- | -- | -- | -- | 28  | 4  | 0.14 |
| Defensores Unidos Argentina | 4.ª           | 2017-18       | 30  | 6  | -- | -- | -- | -- | 30  | 6  | 0.2  |
| Defensores Unidos Argentina | Total club    | Total club    | 58  | 10 | -- | -- | -- | -- | 58  | 10 | 0.17 |
| Orense S. C. · Ecuador | 2.ª           | 2018          | 19  | 7  | -- | -- | -- | -- | 19  | 7  | 0.37 |
| Orense S. C. · Ecuador | Total club    | Total club    | 19  | 7  | -- | -- | -- | -- | 19  | 7  | 0.37 |
| Rampla Juniors · Uruguay | 1.ª           | 2019          | 10  | 0  | -- | -- | -- | -- | 10  | 0  | 0.0  |
| Rampla Juniors · Uruguay | Total club    | Total club    | 10  | 0  | -- | -- | -- | -- | 10  | 0  | 0.0  |
| Manta F. C. · Ecuador | 2.ª           | 2019          | 36  | 8  | 2  | 0  | -- | -- | 38  | 8  | 0.21 |
| Manta F. C. · Ecuador | Total club    | Total club    | 36  | 8  | 2  | 0  | -- | -- | 38  | 8  | 0.21 |
| Guayaquil City · Ecuador | 1.ª           | 2020          | 8   | 0  | 0  | 0  | -- | -- | 8   | 0  | 0.0  |
| Guayaquil City · Ecuador | Total club    | Total club    | 8   | 0  | 0  | 0  | -- | -- | 8   | 0  | 0.0  |
| 9 de Octubre · Ecuador | 2.ª           | 2020          | 15  | 3  | 0  | 0  | -- | -- | 15  | 3  | 0.2  |
| 9 de Octubre · Ecuador | Total club    | Total club    | 15  | 3  | 0  | 0  | -- | -- | 15  | 3  | 0.2  |
| Rodos F. C. · Grecia | 3.ª           | 2020-21       | 17  | 5  | 0  | 0  | -- | -- | 17  | 5  | 0.29 |
| Rodos F. C. · Grecia | 2.ª           | 2021-22       | 0   | 0  | 0  | 0  | -- | -- | 0   | 0  | 0.0  |
| Rodos F. C. · Grecia | Total club    | Total club    | 17  | 5  | 0  | 0  | -- | -- | 17  | 5  | 0.29 |
| Delfín S. C. · Ecuador | 1.ª           | 2021          | 6   | 0  | 0  | 0  | -- | -- | 6   | 0  | 0.0  |
| Delfín S. C. · Ecuador | Total club    | Total club    | 6   | 0  | 0  | 0  | -- | -- | 6   | 0  | 0.0  |
| Qizilqum F. C. Uzbekistán | 1.ª           | 2022          | 7   | 0  | 2  | 0  | -- | -- | 9   | 0  | 0.0  |
| Qizilqum F. C. Uzbekistán | Total club    | Total club    | 7   | 0  | 2  | 0  | -- | -- | 9   | 0  | 0.0  |
| Istiklol Tayikistán | 1.ª           | 2022          | 12  | 4  | 0  | 0  | -- | -- | 12  | 4  | 0.33 |
| Istiklol Tayikistán | Total club    | Total club    | 12  | 4  | 0  | 0  | -- | -- | 12  | 4  | 0.33 |
| Deportivo Táchira · Venezuela | 1.ª           | 2023          | 27  | 9  | 0  | 0  | 1  | 0  | 28  | 9  | 0.32 |
| Deportivo Táchira · Venezuela | Total club    | Total club    | 27  | 9  | 0  | 0  | 1  | 0  | 28  | 9  | 0.32 |
| Cienciano · Perú | 1.ª           | 2024          | 30  | 1  | 0  | 0  | 0  | 0  | 30  | 1  | 0.03 |
| Cienciano · Perú | Total club    | Total club    | 30  | 1  | 0  | 0  | 0  | 0  | 30  | 1  | 0.03 |
| Deportivo Pasto · Colombia | 1.ª           | 2025          | 10  | 0  | 1  | 1  | 0  | 0  | 11  | 1  | 0.09 |
| Deportivo Pasto · Colombia | Total club    | Total club    | 10  | 0  | 1  | 1  | 0  | 0  | 11  | 1  | 0.09 |
| Total carrera | Total carrera | Total carrera | 280 | 47 | 7  | 1  | 1  | 0  | 288 | 48 | 0.17 |
| (1) Incluye datos de Copa Argentina, Copa Colombia, Copa Ecuador, Copa de Uzbekistán y Copa de Tayikistán. (2) Incluye datos de Copa Libertadores y Copa Sudamericana. (3) No incluye goles en partidos amistosos. |               |               |     |    |    |    |    |    |     |    |      |

## Palmarés

### Campeonatos nacionales
| Título                        | Club              | País       | Año     |
| ----------------------------- | ----------------- | ---------- | ------- |
| Primera C                     | Defensores Unidos | Argentina  | 2017-18 |
| Serie B de Ecuador            | 9 de Octubre      | Ecuador    | 2020    |
| Liga de fútbol de Tayikistán  | Istiklol          | Tayikistán | 2022    |
| Copa de Tayikistán            | Istiklol          | Tayikistán | 2022    |
| Primera División de Venezuela | Deportivo Táchira | Venezuela  | 2023    |